# Insterburg & Co.
Insterburg & Co. war eine deutsche Komikerband, die in der Urbesetzung von 1967 bis 1979 bestand.

## Geschichte
Der Bandname leitet sich vom Künstlernamen Ingo Insterburgs († 2018) ab. Die weiteren Mitglieder waren Karl Dall († 2020), Peter Ehlebracht und Jürgen Barz († 2025).
Das Quartett Insterburg & Co. kultivierte in den 1960er- und 1970er-Jahren die „Kunst des höheren Blödsinns“ und stand dabei in einer Reihe mit Schobert & Black und Ulrich Roski, mit denen es auch befreundet war und hin und wieder auftrat. Auch als „Blödelbarden“ wurden sie bezeichnet. Beeinflusst von zeitgenössischen britischen Vorbildern wie der Bonzo Dog Doo-Dah Band und Bob Kerr’s Whoopee Band, bestand ihr Programm aus komischen Musikstücken und spontaner Stand-up-Comedy (obwohl es den Begriff damals in Deutschland noch gar nicht gab). Bei letzterem nahmen sich die vier oft gegenseitig auf die Schippe. Sie begleiteten ihre Sketche und Lieder des Öfteren mit von Ingo Insterburg selbstgebauten Instrumenten, von denen viele aus umfunktionierten Küchen-, Garten- und sonstigen Alltagsgeräten bestanden. Während der Auftritte forderte Karl Dall Ingo Insterburg häufig scherzhaft auf, die ungewöhnlichen Instrumente zu „erklären“.
Das Quartett wirkte 1968 gemeinsam mit den Jacob Sisters in dem Kinofilm Quartett im Bett (Untertitel: Klatsch, Klatsch, Schenkelchen – Opa wünscht sich Enkelchen) von Ulrich Schamoni mit, im folgenden Jahr in Charley’s Onkel und 1973 in Chapeau Claque, wieder von Schamoni. Die Band war mehrfach in der Show Dalli Dalli zu Gast und trat mehrfach in der Sendung Musikladen auf. Weil es damals in Westdeutschland nur drei Fernsehprogramme (ARD, ZDF und die Dritten Programme) gab, wurde die Band schnell einem breiten Publikum bekannt und aufgrund ihres schrägen Humors populär. Ausschnitte der Musikladen-Shows werden bis heute gelegentlich noch ausgestrahlt.
Die Band veröffentlichte zahlreiche, meist live aufgenommene, Schallplatten, die demselben Muster folgten. Im Studio wurden zwei Doppelalben mit Sketch-Sammlungen produziert. Eines ihrer bekanntesten Stücke ist Ich liebte ein Mädchen aus dem Jahr 1974, das von Ingo Insterburg gesungen wurde und sich viereinhalb Monate in den deutschen Singlecharts hielt.
Als sich die Gruppe 1979 trennte, startete Dall eine Solokarriere als Sänger, Komiker, Schauspieler und Fernsehmoderator. Er trat auch mit Liedern von Hans Albers auf, die er in dessen Stil vortrug, auch eine Platte damit kam heraus. Mit Peter Ehlebracht veröffentlichter er 1998 das Album Hatten wir nicht schon mal das Vergnügen?, welches alte Schlager aus ihrem früheren Repertoire enthält, mit dem sie schon vor ihrer Zeit mit Insterburg & Co. als Duo aufgetreten waren.

### Spätere Formationen
Ingo Insterburg stellte eine neue Band unter demselben Bandnamen zusammen, mit der er mehrere Tourneen absolvierte. Zu ihr gehörten Marian Majaran, Jupi Sirius und Georg Himmelblau. 1994 löste er die Band wieder auf.
2005 traten Ingo Insterburg und Karl Dall wieder gemeinsam als Insterburg & Co. auf.

## Nachwirkungen
1995 wurde Ich liebte ein Mädchen in Pankow von Ingo Insterburg als Solokünstler erneut veröffentlicht. Eine Coverversion dieses Liedes ist Für immer immer auf dem Album 3 is ne Party von Fettes Brot aus dem Jahre 2013, das sich ebenfalls in den Singlecharts platzieren konnte.

## Diskografie

### Alben
- 1968: Quartett im Bett
- 1968: Eins – zwei – drei und Zwischenspiel… Ein Pop-Cabaret
- 1969: Pop-Klamotten
- 1970: Laßt uns unsern Apfelbaum
- 1971: Musikalisches Gerümpel
- 1972: Insterburger Sketsch Up
- 1973: Lieder aus Kunst und Honig[5]
- 1973: Die Hohe Schule der Musik
- 1973: Insterburger Sketsch Up Nr. 2 – Fritz hat ’ne Meise
- 1974: Herzlichen Glückwunsch zur Eintrittskarte
- 1975: Instrumentenschlacht
- 1976: Nur Engel singen schöner
- 1976: Die Königsblödler
- 1977: Musik im Eimer
- 1977: Weltmeister der Kunst
- 1978: Live 78 – Gibt es was Besseres?
- 1978: Sketch as Sketch can

### Singles
- 1969: Klatsch, Klatsch Schenkelchen, Opa wünscht sich Enkelchen! / Gilbert (zusammen mit den Jacob Sisters)
- 1969: Liebe Oma / Es gibt keine Treue
- 1974: Ich liebte ein Mädchen / Raucherhusten Blues
- 1975: Diese Scheibe ist ein Hit! / Schönen Dank für den Abend
- 1977: Massagesalon
- 1989: Ich liebte ein Mädchen in Lichterfelde / 13 kleine Affen / Laßt uns unsern Apfelbaum